# Clàudia Pulcra (esposa d'August)
Clàudia Pulcra (llatí: Claudia Pulchra) fou una filla de Publi Clodi Pulcre i Fúlvia casada l'any 43 aC amb Octavià (August) per reforçar la seva aliança amb Marc Antoni, que llavors estava casat amb Fúlvia, la mare de Clàudia. El matrimoni va durar dos anys, fins que Octavià va rompre relacions amb Fúlvia al començament de la guerra de Perusa.

## Nom
Clàudia era la filla de Fúlvia i del controvertit polític Publi Clodi Pulcre, membre del partit popular, que s'havia canviat el nomen de Claudius a Clodius per tenir un aire més popular. Mentre que Plutarc l'anomena Clòdia, l'historiador Suetoni li diu Claudia. Atès que el pare es feia dir per la forma Clodi, hom tendeix a pensar que els fills també empraven aquesta forma; però, basant-se en el text de Suetoni i en les inscripcions de noms del seu germà també Claudius, molts historiadors moderns la citen com a Claudia, a despit que el seu germà sigui esmentat en una carta de Marc Antoni adreçada a Ciceró amb el nom de Clodius. Segons l'historiador alemany Arthur Stein, «no hi ha motiu per escriure la forma del seu nomen gentile segons la tria del seu pare».

## Matrimoni
Després de la mort del seu pare Clodi el 52 aC, la seva mare es va casar amb Escriboni Curió, i quan va tornar a enviudar es va casar amb Marc Antoni, el qual el 43 aC va formar un tiumvirat amb Octavià i Lèpid. Per reforçar aquesta aliança amb llaços de parentiu, Marc Antoni va acordar amb Octavià el casament.
Però quan, l'any 41 aC, Octavià tornava victoriós de les batalles contra els assassins de Cèsar a Itàlia, es va trobar que la mare de la seva promesa i el germà de Marc Antoni, Luci Antoni, s'havien revoltat contra el triumvirat. Això va portar a la Guerra de Perusa el 41 aC i al trencament amb la seva esposa Clàudia, que la va retornar a la seva mare. Segons Suetoni, Octavià assegurà sota jurament que ella continuava verge perquè no havien consumat el matrimoni perquè era massa jove. A despit que, segons els historiadors, ja tenia edat de casar-se, val a dir que probablement era molt jove atès que els dotze anys ja es considerava edat de casar-se per les noies romanes.
Posteriorment, per fonamentar una aliança amb Sext Pompeu, Octavià es va casar amb Escribònia, amb qui va tenir la seva única filla, Júlia. Sobre la vida posterior de Clàudia no se sap res més. Segons una teoria, es va casar amb 